# Mitromorpha philippinensis
Mitromorpha philippinensis é uma espécie de gastrópode do gênero Mitromorpha, pertencente a família Mitromorphidae.